# HTC One (Produktserie)

Logo der HTC-One-Produktserie

HTC One ist eine Smartphone-Baureihe des Herstellers HTC mit dem Betriebssystem Android. Das erste Modell erschien im Frühjahr 2012 auf dem Markt.

## Modelle der Produktserie
- HTC One X (2012)
- HTC One X+ (2012)
- HTC One XL (2012)
- HTC One S (2012)
- HTC One S C2 (2012)
- HTC One SV (2012)
- HTC One V (2012)
- HTC One (2013)
- HTC One (M8) (2014)
- HTC One M9 (2015)

## Flaggschiffe
Der Nachfolger des HTC One (M8), das HTC One M9 wurde am 1. März 2015 vorgestellt und wird seit dem 28. März 2015 verkauft.
Es erschienen zudem eine kleinere und größere Version des HTC One aus dem Jahr 2013, das HTC One mini und das HTC One Max und eine kleinere Version des HTC One (M8) aus dem Jahr 2014, das HTC One mini 2.
Im Juni 2014 wurde mit dem HTC One (E8) erstmals ein Smartphone der neuen One-Serie veröffentlicht, welches nicht zu den Hauptmodellen zählt. Seitdem erscheinen solche „Ableger“ unter dem One-Label regelmäßig. Das neuste ist das HTC One M9 Prime Camera, welches mit seinem MediaTek Helio X10 SoC zur Mittelklasse der Smartphones zählt.

## Betriebssystem
Alle Smartphones der Baureihe bis auf das HTC One X+ wurden mit dem Betriebssystem Android 4.0 ausgeliefert. Das One X+ besitzt Android 4.1, bzw. 4.1.2 alias Jelly Bean allerdings bereits ab Werk, sowie die neue und überarbeitete HTC Sense Version 4+, bzw. Sense 5. Alle älteren Geräte besitzen noch die ältere Sense-Version 4. Diese soll dem Nutzer die Bedienung des Geräts erleichtern und die Abgrenzung zu anderen Herstellern fördern.
Im Juli 2012 bestätigte der Hersteller, dass demnächst ein Update für das HTC One S, X und XL auf Android 4.1 alias Jelly Bean erscheinen soll. Alle Smartphones erfüllen die Systemvoraussetzungen für Jelly Bean.
Im April 2013 bekamen das HTC One S und das HTC One SV ein Update auf Jelly Bean Version 4.1.2. Das HTC One X erhielt ebenfalls im Laufe des Aprils ein Software-Update.
Im August 2013 wurden dem HTC One X, X+ und XL, sowie im Dezember 2013 auch dem HTC One SV ein Update auf Jelly Bean Version 4.2.2 und HTC Sense 5.0 zur Verfügung gestellt.